# Compañía del Mar del Sur

Escudo de la Compañía del Mar del Sur

La Compañía del Mar del Sur  o Compañía de los Mares del Sur (en inglés: The South Sea Company) fue una organización comercial privada formada en 1711 por el ministro de Hacienda británico, Robert Harley. La creación de dicha empresa surgió como parte de un plan para financiar al gobierno británico: los titulares de deuda pública debían cambiarla por acciones de la nueva empresa. A cambio, el gobierno concedía a la compañía una renta perpetua de 576.534 libras al año, que se distribuirían como dividendos entre los accionistas. La empresa también recibió los derechos exclusivos del comercio con América del Sur y América Central de ahí el nombre de "Compañía de los Mares del Sur".
El esquema parecía beneficiar a todas las partes, ya que el gobierno conseguía un instrumento novedoso para financiar su deuda y a cambio la empresa recibía una posición de privilegio para la captación de capital, sumado a un trato preferencial por parte de las autoridades. Por su parte los accionistas recibirían el pago de un interés anual garantizado por el gobierno, sumado a los futuros rendimientos que podría generar la empresa a través del prometedor comercio con América del Sur. Estos rendimientos se podrían traducir en mayores pagos de dividendos o en una subida del precio de las acciones favoreciendo a sus tenedores.
Sin embargo, en ese entonces, casi toda América estaba controlada por España, con la que Gran Bretaña estaba en guerra, por lo tanto el negocio comercial no pudo ponerse en marcha hasta 1713, cuando concluyó la guerra de sucesión española. Incluso una vez firmado el tratado de paz entre ambas partes, la Compañía de los Mares del Sur fue autorizada únicamente a suministrar esclavos africanos y a enviar un solo barco por año con mercaderías a las colonias americanas. El transporte de esclavos no era una actividad rentable, sumado a que el flujo de comercio se vio continuamente afectado por las disputas entre Gran Bretaña y España.
En 1718 estalla una nueva guerra contra España que provoca la confiscación de las propiedades de la compañía en Sudamérica y la interrupción del flujo comercial con el continente. El futuro de la empresa parecía incierto, sin embargo, en 1719 los británicos logran derrotar al conglomerado de tropas jacobitas y españolas, poniendo fin a las constantes revueltas nacionalistas de Escocia y a la lucha contra fuerzas extranjeras dentro de su propia isla. Este hecho sumado a un nuevo plan de re-financiación de deuda pública a través de nuevas acciones de la Mar del Sur generó una especulación económica que hizo subir los títulos de la Compañía de 100 £ a 1000 £ tan solo en el primer semestre de 1720. Una vez alcanzado este pico se produjo una ola vendedora que en poco tiempo llevó el precio de las acciones nuevamente a alrededor de 100 libras. Esta burbuja económica conocida como la Burbuja del Mar del Sur fue una de las crisis más devastadoras de la historia.
La Compañía sobrevivió al cataclismo económico y continuó suministrando esclavos de África Occidental a la América española, e incorporó el negocio de la caza de ballenas en el Ártico. Sin embargo, su función principal fue siempre la gestión de la deuda pública británica hasta su total disolución en la década de 1850.

## Contexto histórico

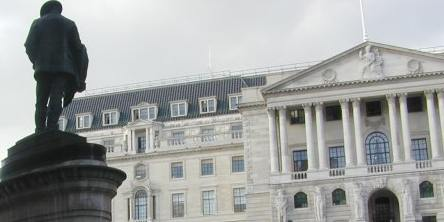
Fachada del Banco de Inglaterra, fundado en 1694. Ofició de Banco Central del Reino Unido.

En agosto de 1710, Robert Harley fue nombrado ministro de Hacienda. Por aquel entonces, el gobierno británico dependía en gran parte del Banco de Inglaterra, una empresa privada que había obtenido el monopolio de las finanzas británicas a cambio de garantizar la organización y la gestión de los préstamos al gobierno, sin embargo, el servicio no era el esperado. Harley, por lo tanto, buscó activamente nuevas formas de mejorar las finanzas nacionales. El nuevo Parlamento se reunió en noviembre de 1710 con una resolución de asistir a las finanzas públicas, que habían sufrido significativamente tras la guerra con Francia. 
Harley asistió llevando informes detallados sobre la situación de la deuda nacional y sobre los escandalosos gastos que se habían realizado. Finalmente, en enero de 1711 la Cámara de los Comunes acordó nombrar una comisión para investigar la totalidad de la deuda y el gasto público, cuyos miembros serían el propio Robert Harley y dos auditores de cuentas: Edward Harley, hermano de Robert, y Paul Foley, su cuñado. Dicho comité también incluyó a William Lowndes, Secretario del Tesoro, quien había tenido una significativa responsabilidad en la reintroducción de la moneda acuñada en territorio británico en 1696 y John Aislabie representante del "October Club" (Club de Octubre), un grupo de aproximadamente 200 diputados que se habían comprometido a votar en bloque.
La primera preocupación de Harley era encontrar 300.000 libras para cubrir los gastos del operativo que el ejército británico estaba desenvolviendo en Europa, correspondientes al próximo trimestre. Esta cifra fue proporcionada por un consorcio privado conformado por Edward Gibbon, George Caswall y el Banco Hoare. Hasta ese momento el Banco de Inglaterra había estado operando la Lotería Estatal en nombre del gobierno sin mucho éxito. Dado este bajo rendimiento, Harley concedió autoridad para la venta de billetes a John Blunt, director de la Hollow Sword Blade Company. La venta de billetes se inició el 3 de marzo de 1711 y para el día 7, ya habían sido vendidos en su totalidad. Esta fue la primera operación verdaderamente exitosa de la lotería británica.
Este éxito fue seguido poco después por otro, más grande, llamado "La Aventura de los Dos Millones" o "El Clásico", cuyos billetes costaban 100 libras, con un premio máximo de 20.000 libras y uno mínimo de por lo menos 10 libras. Si bien los premios eran anunciados por el importe total, la realidad era que se pagaba en cuotas sobre un período que se podía extender por algunos años, es decir, el gobierno siempre mantenía prácticamente la totalidad del dinero del premio en calidad de préstamo, mientras que era abonado a los ganadores.

## Fundación de la Compañía

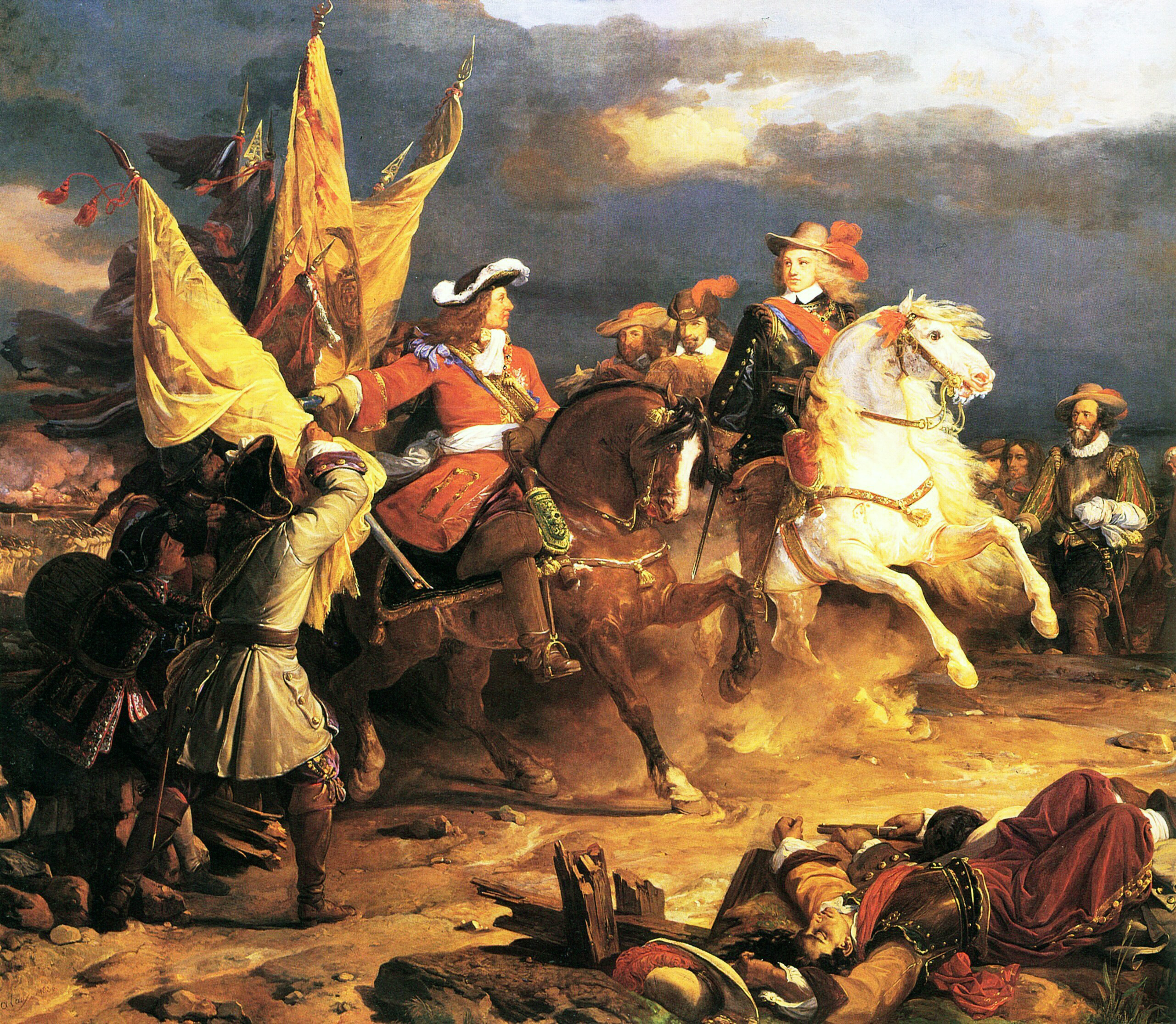
Felipe V de España y el Duque de Vendôme comandando las tropas franco-españolas en la batalla de Villaviciosa (1710), durante la guerra de sucesión española.

La investigación de las finanzas públicas llegó a la conclusión de que existía un total de 9 millones de libras en deudas sin ningún ingreso asignado a pagarlas. Edward Harley y John Blunt idearon un plan para consolidar la deuda de una manera similar a la que anteriormente realizaba el Banco de Inglaterra. Todos los tenedores de la deuda identificada estarían obligados a entregar estos títulos a favor de una nueva empresa, la "Compañía del Mar del Sur", y ésta a su vez emitiría acciones por la misma cantidad de dinero. El gobierno le pagaría anualmente a la compañía 568.279,10 £ (es decir un 6 % de interés anual, más los gastos) que se distribuirían como dividendos entre los accionistas.
El nombre de la empresa surgía de que la misma recibía del gobierno el monopolio del comercio con América del Sur, un título que a simple vista se presentaba como potencialmente lucrativo. Sin embargo, por aquel entonces casi toda Sudamérica estaba controlada por el reino de España, cuyo gobierno, obviamente, monopolizaba el comercio con las colonias. Todo esto sin tener en cuenta que por aquel entonces España y Gran Bretaña estaban en conflicto por la denominada Guerra de Sucesión.
Antes de anunciarse el nuevo esquema de la "Compañía del Mar del Sur", parte de la deuda consolidada podía ser comprada en el mercado abierto a un valor aproximado de 55 £ por cada título con valor nominal de 100 £, lo cual representaba un gran descuento. Esto permitió que cualquier persona que conociese el plan de manera anticipada podía comprar títulos de deuda, que serían canjeados por acciones de la nueva empresa e inmediatamente venderlas obteniendo un enorme beneficio. Esta maniobra permitió que Harley pudiese atraer más apoyo financiero a su programa de canje de deuda.
La gestión de Harley era un éxito por lo que fue recompensado con el título de conde de Oxford el 23 de mayo de 1711 y fue ascendido al cargo de Gran Tesorero del Lord. Ya en una posición más segura, Harley comenzó negociaciones secretas de paz con Francia.
Desde el punto de vista comercial, los creadores de la Compañía del Mar del Sur sabían que su objetivo era más simbólico que real. Justamente el gobierno no contaba con dinero para invertir en el desarrollo de una empresa comercial y tampoco había una expectativa real de negocio, ya que, salvo que ocurriese una catástrofe, era muy poco probable que España abandonara una joya tan inestimable como el monopolio del comercio con sus propias colonias.
Sin embargo, el potencial de la gran riqueza que significaba poseer el monopolio del comercio con una región tan rica como América del Sur fue ampliamente publicitado, con el fin de generar interés por las acciones de la compañía. En definitiva, el objetivo de la empresa era crear un instrumento de financiamiento adicional para el gobierno, a la vez que sus fundadores la utilizaban para enriquecerse ellos mismos.

## Lanzamiento al mercado

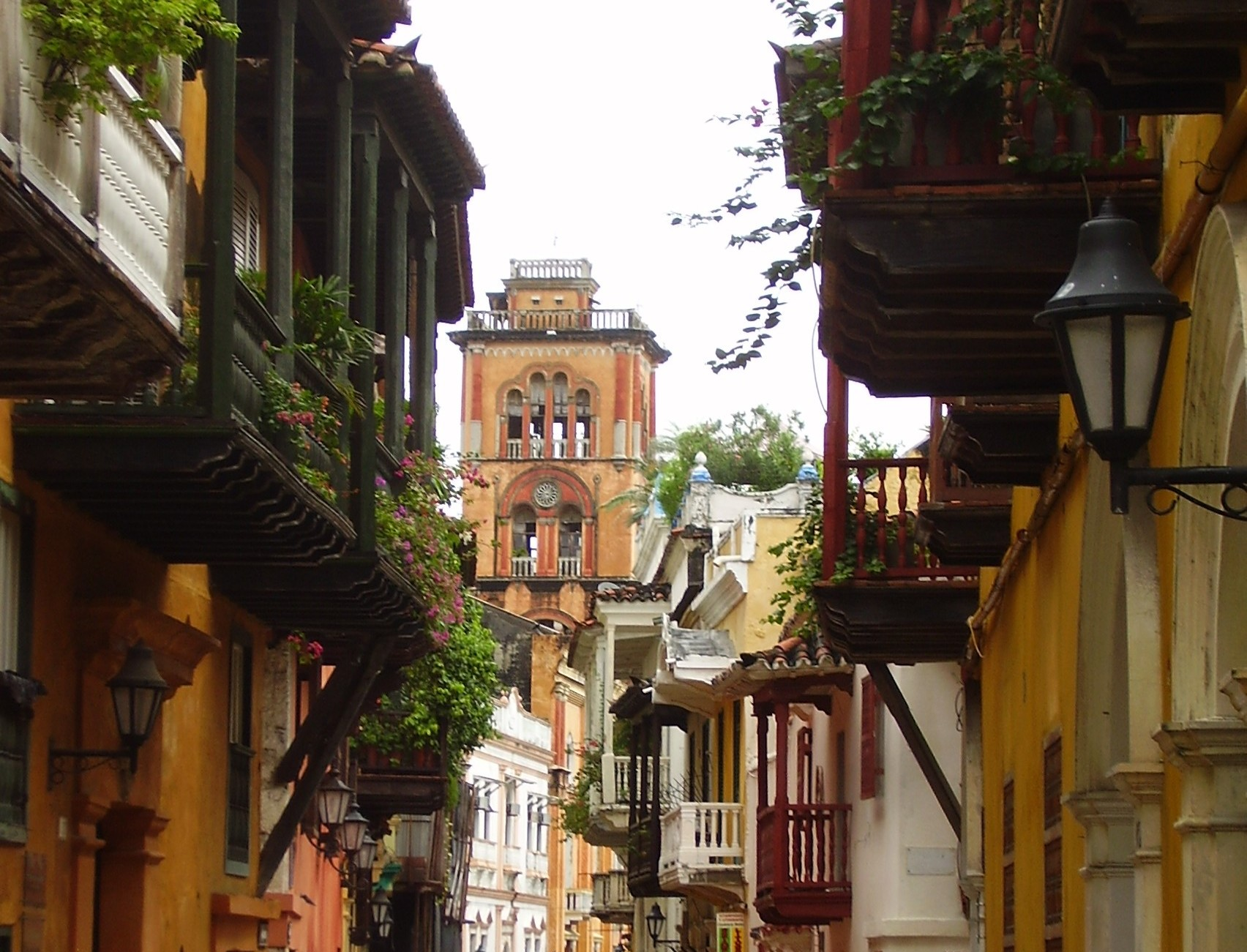
Vista de Cartagena de Indias (actual Colombia), era uno de los principales puertos para ingresar mercaderías dentro del Nuevo Mundo.

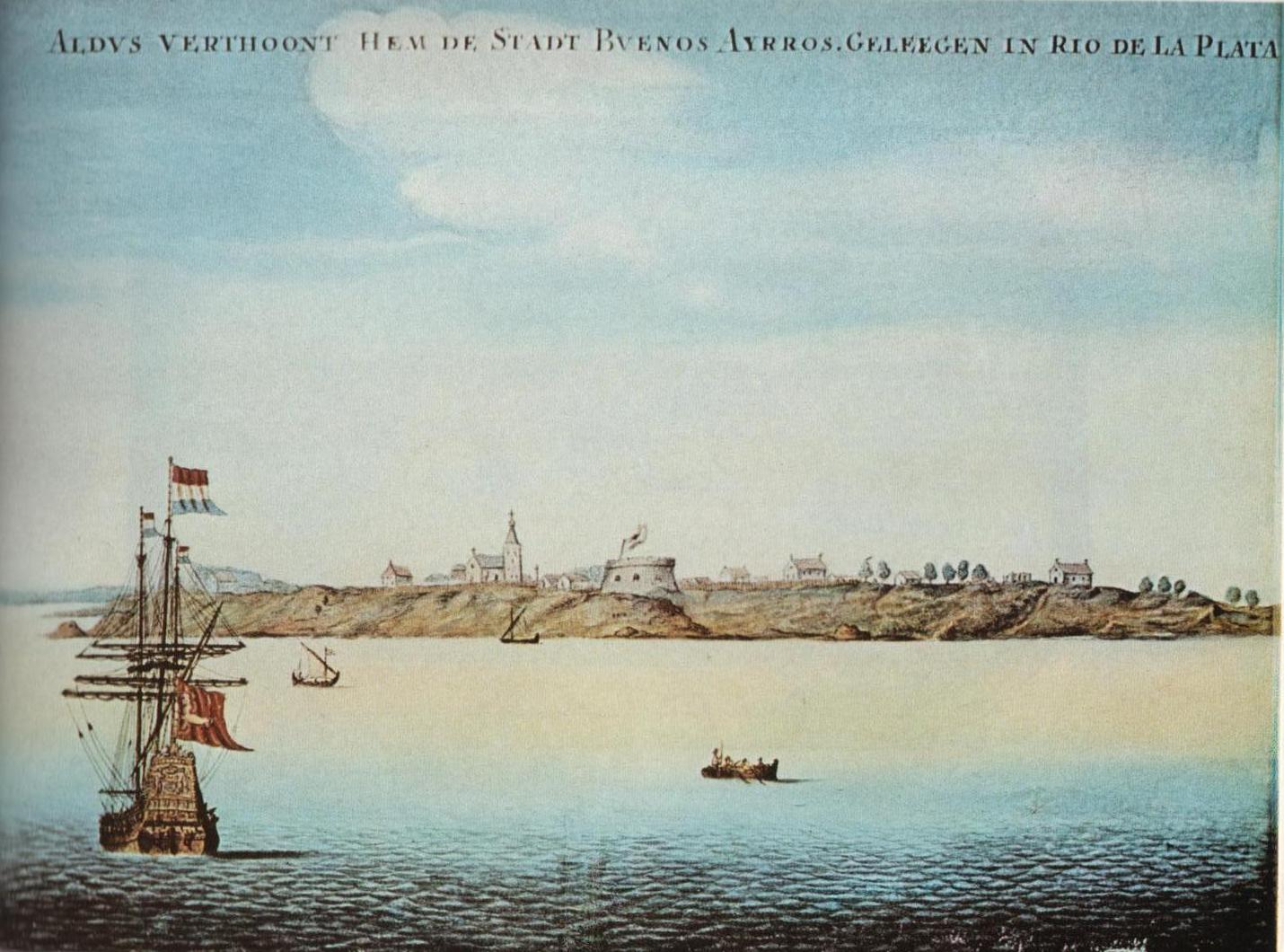
Vista de Buenos Aires, en el. Fue el puerto más al sur del continente al cual la Compañía tuvo acceso.

La Carta Orgánica de la nueva empresa fue elaborada por Blunt, basada en la del Banco de Inglaterra. Blunt cobró 3.846 libras por sus servicios. Los directores del Consejo de Administración serían elegidos cada tres años, mientras que los accionistas se reunirían dos veces al año. La compañía contrató a un Cajero, a un Secretario y a un Contador. El cargo de "Gobernador" de la empresa era un título principalmente honorífico, que tiempo después sería habitualmente concedido al monarca reinante. La carta orgánica permitía el que el cuerpo de directores pudiese designar un comité más pequeño para actuar en cualquier asunto en su nombre. El que fuese director del Banco de Inglaterra o la Compañía de las Indias Orientales estaba automáticamente inhabilitado para ser un director de la Compañía del Mar del Sur. Entre otras cláusulas, se establecía que cualquier buque propiedad de la empresa de más de 500 toneladas debía tener a bordo a un clérigo de la Iglesia de Inglaterra.
El canje de la deuda pública por acciones de la nueva compañía iba a realizarse en cinco fases separadas. Las dos primeras, por un total de 2.750.000 libras, involucraron a cerca de 200 grandes inversores que ya habían arreglado su ingreso, antes de que la compañía fue emitiera sus títulos el 10 de septiembre de 1711. Incluso diferentes departamentos del propio gobierno compraron títulos de la deuda británica, ya que en ese momento, los titulares individuales de las oficinas gubernamentales eran responsables del dinero a su cargo, estando incluso facultados para invertir con el objetivo de obtener un beneficio. Harley intercambió 8.000 £ de deuda por acciones y a su vez fue nombrado "Gobernador" de la nueva compañía. Un consorcio extranjero canjeó más 250.000 libras de deuda pública británica por acciones de la empresa; Blunt, Caswall y Sawbridge canjearon 65.000 £, Decker 49.000 £, Sir Ambrose Crawley 36.791 £ y Janssen 25.000 £. La compañía tenía un Sub-Gobernador: Bateman; un Adjunto: Ongley; y 30 directores ordinarios. En total, nueve de los directores eran políticos, cinco eran miembros de la Hollow Sword Blade Company (de John Blunt) y otros siete eran magnates financieros que habían sido atraídos por el régimen.
La compañía creó un escudo de armas con el lema 'A Gadibus usque ad Auroram' (desde Cádiz hasta el amanecer) y alquiló una gran casa en la ciudad como su nueva sede. Siete sub-comités fueron creados para manejar su negocio diario, siendo el más importante el "Comité para los asuntos de la compañía". La Hollow Sword Blade Company ofició como banquero de la empresa y gracias a sus conexiones con el gobierno logró emitir nuevas notas, a pesar de que el Banco de Inglaterra seguía teniendo el monopolio de las finanzas nacionales. La tarea del Secretario de la Sociedad era supervisar las actividades comerciales, el Contador, Grigsby, fue responsable de la emisión y registro de valores, y el cajero, Robert Knight, actuó como asistente personal de Blunt, con un salario de 200 libras al año.

## Primeros pasos

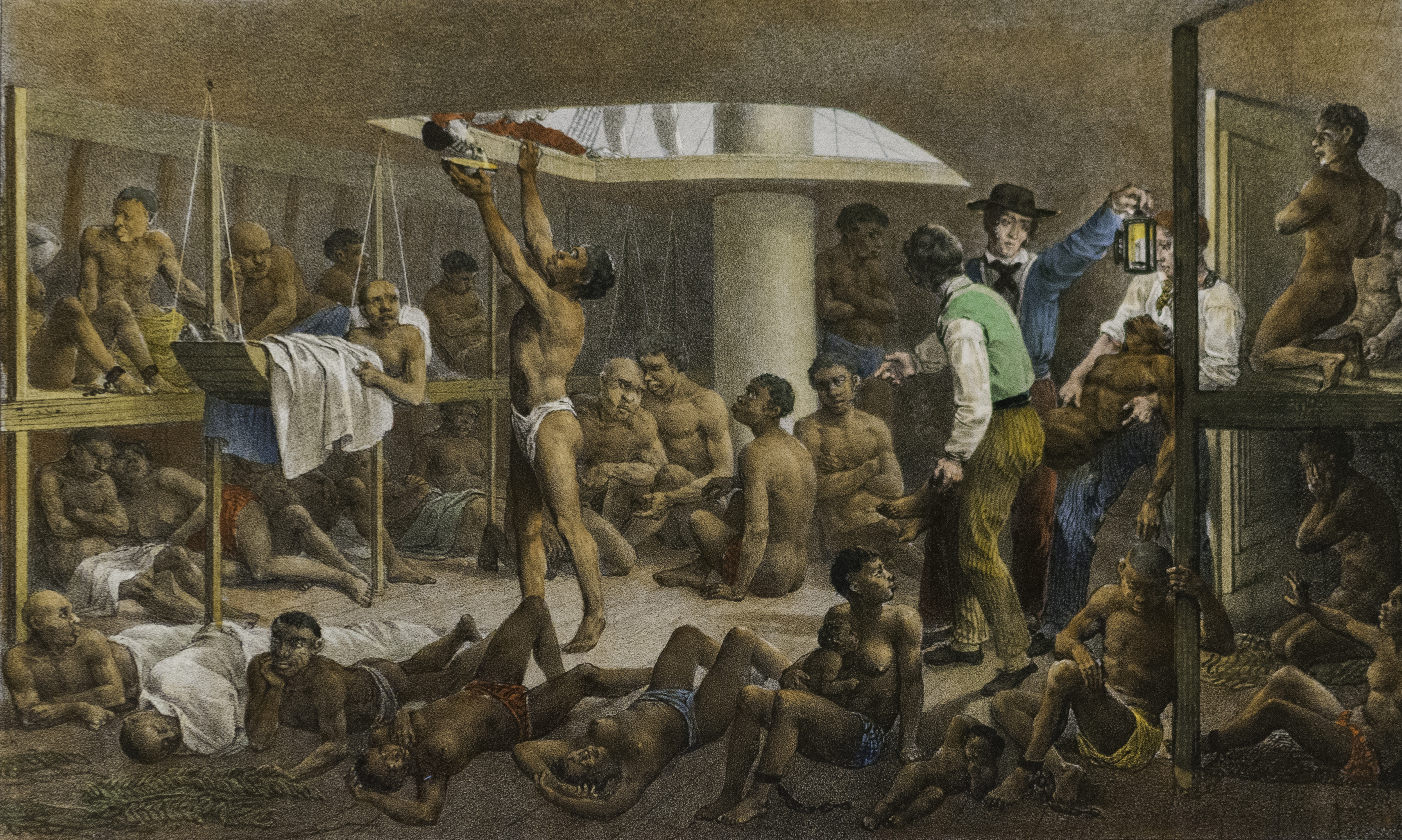
Imagen representando el interior de un barco de esclavos. El primer negocio de la Compañía del Mar del Sur con el Nuevo Mundo se basó en la introducción de esclavos africanos.

La guerra de sucesión española no terminó hasta marzo de 1713, cuando el Tratado de Utrecht concedió a los británicos una cláusula mediante la cual podrían abastecer a las colonias españolas con 4.800 esclavos por año, durante los próximos 30 años. A Gran Bretaña se le permitió abrir oficinas en Buenos Aires, Caracas, Cartagena, La Habana, Panamá, Portobelo y Veracruz para organizar dicho comercio. Según el nuevo sistema denominado, "Navíos con Permiso", un barco de no más de 500 toneladas podría ser enviado a uno de estos lugares cada año con productos de comercio general, pero una cuarta parte de las ganancias iban a quedar reservadas para el rey de España. Además, se prevé dos salidas adicionales al inicio del contrato. Esta cláusula de comercio fue concedida a nombre de la Reina Ana de Gran Bretaña y luego el gobierno contrató a la Compañía del Mar del Sur para hacerse cargo de este servicio.
En julio, la empresa firmó contratos con la Compañía Real Africana (Royal African Company) para abastecer a Jamaica con los esclavos necesarios que luego serían comercializados en la América hispana. La Compañía del Mar del Sur, pagó 10 libras por cada esclavo mayor de 16 años y 8 libras por cada uno mayor de 10 años. Dos tercios de los esclavos debían ser hombres, y el 90 % adultos. Durante el primer año, la compañía transbordó 1.230 esclavos desde Jamaica hacia las colonias españolas en América, esto sin contar los esclavos que pudiesen haber ingresado los capitanes de navío por cuenta propia, obviamente de manera ilegal. A la llegada de los primeros cargamentos, las autoridades locales se negaron a aceptar el ingreso de los esclavos, ya que la operación no había sido oficialmente confirmada allí por las autoridades españolas. Varios esclavos fueron finalmente vendidos a pérdida.
En 1714, el gobierno anunció que una cuarta parte de las ganancias se reservaría para la reina y un 7,5 % adicional se destinaría al asesor financiero, Mannasseh Gilligan. Sin embargo, algunos miembros del directorio de la empresa se negaron a aceptar el contrato en estos términos, y el gobierno se vio obligado a revocar su decisión.
A pesar de estos reveses, la empresa insistió en sus operaciones, logrando recaudar 200.000 £ para financiar las operaciones. En 1714 se trasbordaron 2.680 esclavos, y entre 1716 y 1718, se introdujeron 13 000 más, sin embargo el comercio con América seguía siendo deficitario ya que, entre otras cosas, la mortalidad de los esclavos durante los viajes era más alta que el promedio entre las compañías esclavistas más experimentadas. Adicionalmente se cometieron errores comerciales, como cuando en 1714, la empresa decidió enviar a Cartagena uno de los buques de comercio general cargado con productos elaborados con lana, a pesar de las advertencias de que allí no había mercado para ellos. Como era de esperar, en ese viaje no lograron vender nada.

## Etapa de transición

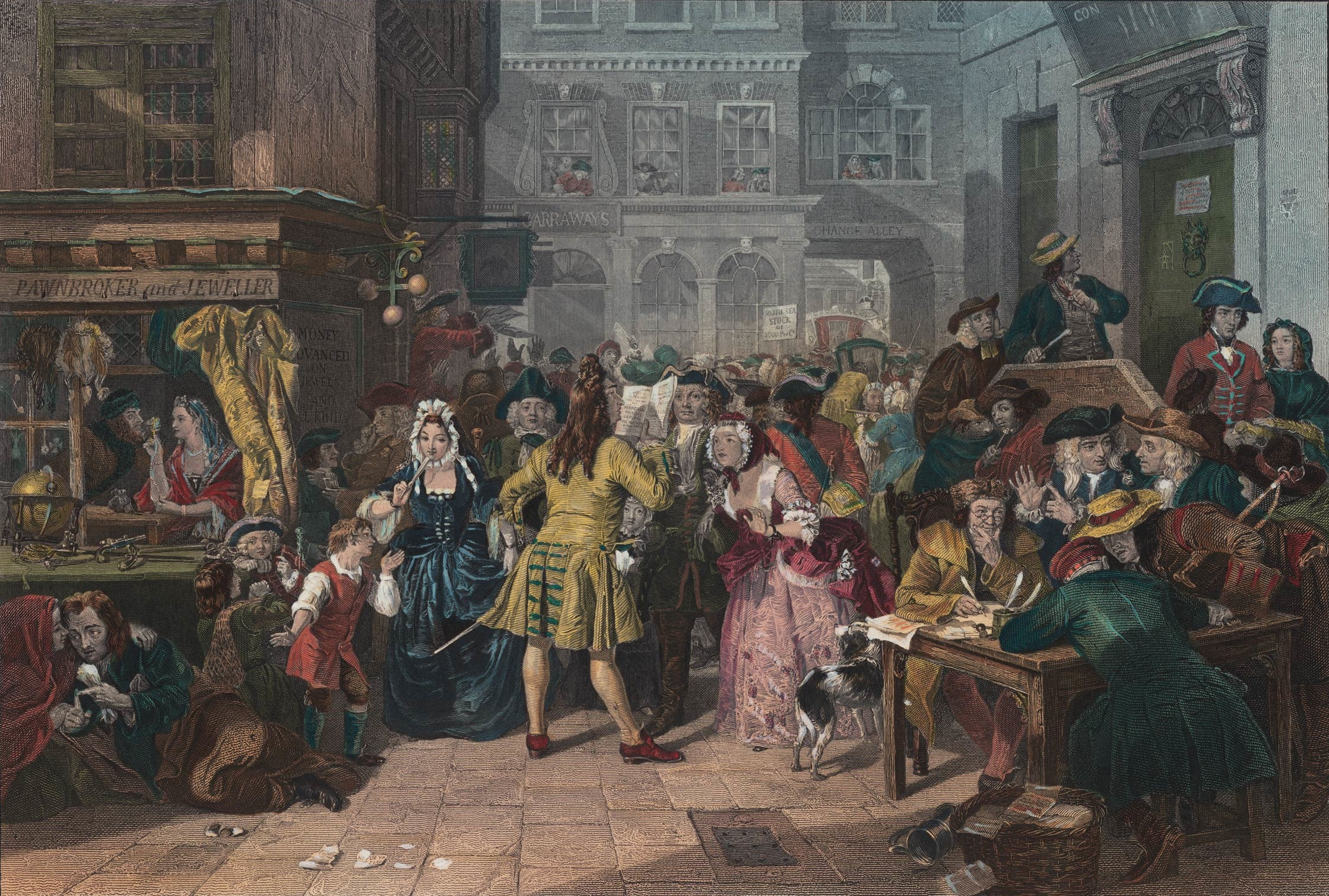
Imagen de la burbuja del "Mar del Sur"

La compañía dependía en gran medida de la buena voluntad del gobierno y por eso, cuando el gobierno cambió, también lo hizo la junta de la empresa. En 1714, uno de los directores que habían sido patrocinados por Harley, Arthur Moore, había tratado de enviar 60 toneladas de bienes privados a bordo de un barco de la compañía. La maniobra fue detectada y Moore fue despedido de la empresa, sin embargo este hecho hizo que la imagen de Harley dentro de la empresa cayera en desgracia. El 27 de julio de 1714, Harley fue sustituido como Gran Tesorero del Lord como consecuencia del desacuerdo que había estallado dentro del Parlamento. La reina Ana murió el 1 de agosto de 1714 y en la elección de directores de 1715 el Príncipe de Gales (futuro rey Jorge II) fue elegido como Gobernador de la Compañía. Tanto el nuevo Rey, Jorge I, como el Príncipe de Gales, tenían participaciones significativas en la sociedad al igual que algunos políticos prominentes, entre ellos James Cragg, el conde de Halifax y Sir Joseph Jekyll. James Cragg, como director general de Correos, fue el encargado de interceptar correspondencia en nombre del gobierno para obtener información política y financiera. Todos los políticos conservadores se retiran de la escena y son reemplazados por hombres de negocios.
El nuevo gobierno da lugar a un resurgimiento del valor de las acciones de la Compañía del Mar del Sur, que para aquel entonces habían caído por debajo de su precio de emisión. El gobierno anterior no había podido realizar los pagos de intereses durante los últimos dos años, debiéndole más de 1 millón de £. El nuevo gobierno insistió en que la deuda sería cancelada, sin embargo se emitieron nuevas acciones de la empresa para entregar a los accionistas en compensación por los pagos atrasados. Con aproximadamente 10 millones de £, la Compañía del Mar del Sur representaba la mitad del capital social emitido en todo el país. En 1714 la compañía ya tenía más accionistas que cualquiera de sus rivales.
En 1718 en el momento de realizar nuevas elecciones para designar al próximo director de la compañía, surgieron dos facciones: una apoyaba la continuidad del Príncipe de Gales y el otro grupo avalaba la designación del Rey como Gobernador de la empresa. Se produjo una nueva depuración entre los directores y finalmente el rey Jorge I fue designado como Gobernador de la compañía. A pesar de estar en una situación jurídica dudosa, la Hollow Sword Blade Company se mantuvo como banquero de la Mar del Sur, donde Blunt seguía ocupando un cargo como director. En noviembre de 1718 murió el Sub-Gobernador, Bateman, y poco después fallecía el Adjunto, Shepheard, dejando a la compañía sin sus dos directores más veteranos y experimentados. Ellos fueron reemplazados por Sir John Fellowes como Sub-Gobernador y Charles Joye como Adjunto.
Para 1717 el comercio con América dejaba a la empresa una ganancia real bastante pobre y rápidamente los lazos entre España y Gran Bretaña comenzaron a deteriorarse, perjudicando aún más las perspectivas comerciales de la empresa. Finalmente en 1718 estalló una nueva guerra con España y los activos de la compañía en América del Sur, valuados por la empresa en 300.000 libras, fueron secuestrados por el gobierno español. Inmediatamente desapareció cualquier perspectiva de beneficio en base al comercio con la región. Sin embargo, la compañía continuó argumentando que su futuro a largo plazo sería muy rentable.

## El caso francés

La Nueva Francia, en territorio norteamericano (Marcado en Azul).

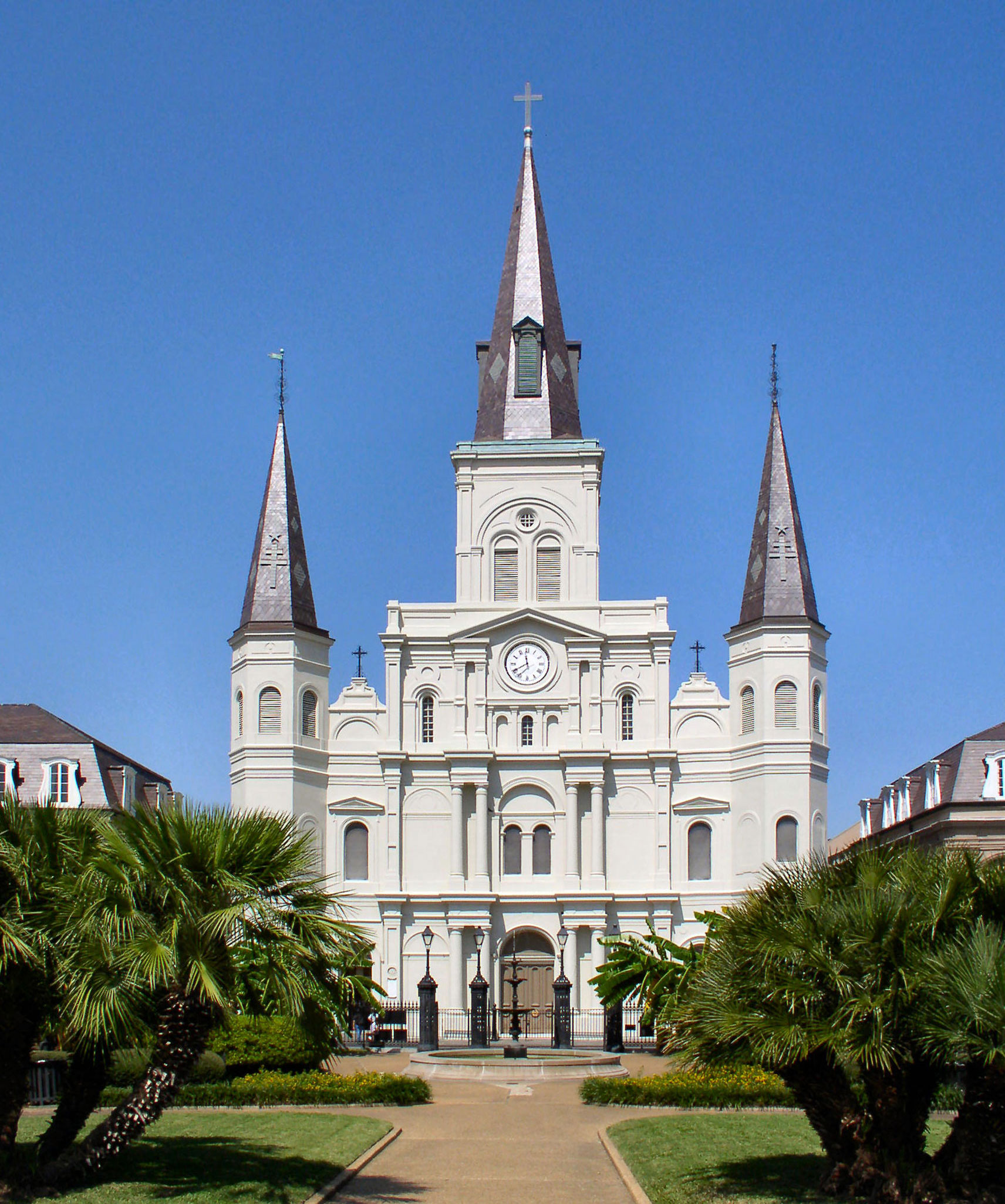
Catedral de Nueva Orleans, Capital de la Luisiana francesa.

Cuando todo parecía perdido para la Compañía del Mar del Sur, un acontecimiento en Francia influyó en el futuro desenvolvimiento de la empresa comercial británica. Todo comenzó cuando un economista y financiero escocés, denominado John Law, escapó de Gran Bretaña tras matar a un hombre en un duelo amoroso. Durante algún tiempo residió en Ámsterdam (Holanda), que por aquel entonces era una de las principales capitales financieras y comerciales de Europa. Finalmente Law se instaló en Francia donde fundó  el Banque Générale Privée ("Banco General Privado"), desde el cual consiguió forjar importantes vínculos de poder.
Mientras tanto, la guerra de sucesión española, librada por Luis XIV, dejó al país completamente perdido. La escasez resultante de metales preciosos condujo a una sensible reducción de la circulación monetaria, que a su vez limitó aún más al comercio. La economía se estancó y la deuda pública se volvió agobiante.
Según la experiencia que había adquirido en Gran Bretaña y Holanda, Law consideraba que los medios de intercambio (oro, plata, etc.) no valían nada en sí mismos, sino que la verdadera riqueza nacional estaba en la magnitud que pudiese adquirir el comercio del país. Su idea era de que Francia debía crear un banco nacional que administrara las finanzas del gobierno, reemplazando al oro con crédito de papel y así poder aumentar la circulación monetaria, favoreciendo a las industrias. Simultáneamente debía crearse una empresa estatal para el comercio, sustituyendo los títulos de deuda nacional por participaciones en estas nuevas empresas económicas. Esto crearía un monopolio enorme de las finanzas y el comercio administrado por el Estado en beneficio de los propios habitantes del país.
En 1717 John Law consiguió la consolidación de varias empresas comerciales existentes en una única sociedad comercial denominada La Compañía del Misisipi o Compañía de Occidente. Law fue nombrado director general de esta nueva empresa, a la que el gobierno francés le concedió el monopolio del comercio de las Indias Occidentales y América del Norte, cuya principal colonia era Luisiana.
El banco privado de Law se convirtió en 1718 en la Banque Royale, el Banco Nacional de Francia. Simultáneamente Law desplegó una importante campaña publicitaria exagerando la riqueza de Luisiana, lo que llevó a una especulación salvaje sobre las acciones de la compañía en 1719. El plan era que las perspectivas de riqueza en Luisiana atrajeran mayores capitales hacia la empresa y así poder realizar las inversiones necesarias. La popularidad de las acciones de la compañía fue tal que provocó la necesidad de emitir más billetes de papel del banco.
En 1720, en este contexto de auge económico, el regente Felipe de Orleáns, nombró a John Law como director general de Finanzas. De esta manera el banco y la compañía se unificaban con el Estado.
Law a su vez obtuvo amplios poderes para controlar la economía nacional, que operaba en gran medida por medio de decretos del Rey. Durante su gestión Law instituyó muchas reformas de importancia: trató de romper grandes tenencias de tierra para beneficiar a los campesinos, abolió gran cantidad de impuestos y peajes, fomentó la construcción de nuevas carreteras, logró poner en marcha nuevas industrias ofreciendo préstamos de bajo interés y buscó a toda costa reactivar el comercio exterior francés.
El notable éxito que estaba obteniendo Law en Francia era conocido por toda Europa, principalmente en los círculos financieros, lo cual inspiró a Blunt y a sus asociados a hacer mayores esfuerzos con la Compañía del Mar del Sur.
En febrero de 1719 Craggs explicó a la Cámara de los Comunes un nuevo plan para la mejora de la deuda pública mediante la conversión de las anualidades emitidas después de la lotería de 1710 en acciones de la Compañía del Mar del Sur. Por Ley del Parlamento, la empresa obtuvo el derecho de emitir nuevas acciones por un total de 1.150 £ por cada 100 £ de renta vitalicia rendidas. El gobierno pagaría un 5 % sobre el estocaje creado, lo que reduciría a la mitad su factura anual. La conversión, que era voluntaria, ascendería a 2.500.000 £ en nuevas acciones si todos los tenedores canjeaban sus títulos. La compañía podía hacer un nuevo préstamo adicional al gobierno por hasta 750.000 £, nuevamente a un 5 % de interés anual.
En aquel momento Gran Bretaña atravesaba una situación complicada, con distintos pretendientes disputando el trono, situación que se sumaba a las constantes revueltas nacionalistas en Escocia y a la presencia de infantes de marina españoles en dicho territorio. Finalmente el conglomerado de tropas jacobitas y españolas fue derrotado en la batalla de Glenshiel, el 10 de junio de 1719, lo que representó el último combate en el que los británicos se enfrentarían cuerpo a cuerpo contra fuerzas extranjeras en su propia isla. La Compañía del Mar del Sur eligió presentar la oferta pública de sus acciones un mes después de dicho acontecimiento y la euforia general alentó que el precio de las acciones a aumentara de 100 £ a 114 £ en pocos meses. Aproximadamente 2/3 de los títulos de deuda disponibles fueron intercambiados por acciones de la Compañía de los Mares del Sur.

## Más refinanciación de deuda
El esquema de 1719 fue un éxito desde la perspectiva del gobierno, por lo que se iniciaron conversaciones secretas con la empresa para tratar de repetir la jugada. Mientras tanto, llegan noticias desde Francia sobre las fortunas que estaba realizando Law, cuyas acciones de la Compañía de Occidente habían aumentado considerablemente. Ahora había gran cantidad de dinero moviéndose en torno a Europa, y todos querían absorber este exceso de capital disponible.
Se hicieron nuevos planes para canjear la mayor parte de la deuda nacional no consolidada de Gran Bretaña (30.981.712 £) a cambio de acciones de la compañía. Se estimaba un interés técnico del 5 %, lo que favorecía a aquellos que tuviesen en sus manos títulos de deuda con plazos más cortos. El gobierno se comprometía a pagar un 5 % de interés anual durante siete años, tras lo cual la tasa bajaría al 4 %. Después del primer año, la compañía le entregó al gobierno 3 millones de libras en cuatro cuotas trimestrales. Las nuevas acciones se crearían a un valor nominal igual a la deuda, sin embargo existía un factor interesante, ya que el valor de las acciones estaba aumentando constantemente. Entre más subiesen las acciones antes de la conversión más se favorecía la compañía, mientras que la suba posterior a la conversión favorecía más al gobierno. Antes de que se aplicase este esquema, los pagos de intereses sobre la deuda costaban al gobierno 1,5 millones de libras al año.
En resumen, la deuda pública total en 1719 era de 50 millones de libras:
- 18,3m£ estaba en manos de tres grandes empresas: 3,4 millones de £ por el Banco de Inglaterra; 3,2 millones de £ por parte de la Compañía Británica de las Indias Orientales; y 11,7m£ por parte de la Compañía de los Mares del Sur.
- 16,5 millones de £ estaban en manos de inversores privados.
- 15 millones de £ consistían en anualidades irredimibles, algunas de largo plazo como 72 u 87 años y otras rentas más cortas de 22 años de vencimiento restante.

Inicialmente la conversión afectaría negativamente a gran parte de los tenedores de deuda y a los pensionados, ya que muchos recibirían un retorno total por intereses menor al pactado originalmente, sin embargo lo cierto era que ahora su inversión se transformaba en acciones, cuyo valor estaba subiendo constantemente y que además eran títulos fácilmente comercializables. Estas acciones, respaldadas por la deuda nacional, se consideraban una inversión segura y un método conveniente para sostener y mover el dinero, mucho más fácil y seguro que las monedas metálicas. La única alternativa segura de inversión era la compra de tierras, un bien mucho más difícil de vender y legalmente mucho más complejo de transferir a otras personas.
El gobierno por su parte se beneficiaba enormemente, ya que recibía dinero en efectivo e incluso pagaba menos intereses de los que venía abonando hasta ese momento. En compensación, el gobierno ayudaba a la compañía mediante la rebaja de impuestos y la eliminación de la competencia de mercado.
En poco tiempo las acciones de la Compañía ya se comercializaban en torno a las 123 £. El gobierno por su parte inyectó 5 millones de libras en nuevos billetes para apuntalar el auge de la economía, mientras que las tasas de interés se derrumbaban. El Producto Bruto Interno (PBI) del Reino Unido en este momento se estimaba en 64,4 millones de £.

## Anuncio público
El 21 de enero se presentó el plan a la junta directiva de la Compañía del Mar del Sur, y el 22 de enero el ministro de Economía, John Aislabie, lo presentó ante el Parlamento. Los legisladores pusieron como condición que el Banco de Inglaterra debería ser invitado a hacer una oferta mejor. En respuesta, el Mar del Sur aumentó su propuesta de pago en efectivo a 3,5 millones de £, mientras que el Banco propone realizar un pago de 5,5 millones de £ y un precio de conversión fijo de 170 £ por cada acción de 100 libras del Banco. El 1.º de febrero, los negociadores de la empresa dirigida por Blunt elevaron su oferta a 4 millones de £ más un porcentaje de 3,5 millones de £, dependiendo de la cantidad de deuda que fuera convertida. También acordaron la reducción de intereses después de cuatro años en lugar de siete, y vender en nombre del gobierno de 1.000.000 £ de letras del Tesoro (antes manejadas por el Banco). La Cámara aceptó el ofrecimiento de la Compañía del Mar del Sur, tras lo cual, las acciones del Banco se redujeron significativamente.
La primera señal de dificultad vino cuando la Mar del Sur anunció en la Navidad de 1719 que el pago de su dividendo se aplazaría durante 12 meses. Sin embargo, la compañía realizó una muestra de gratitud a sus amigos, incluyendo a algunos miembros del Parlamento: a individuos seleccionados se les otorgó gratuitamente una opción de venta de acciones de la compañía al precio actual para que pudiesen ser vendidas en cualquier fecha futura, al precio que estuviesen en el mercado.
Con algunas ligeras modificaciones la propuesta fue aceptada en abril de 1720. Crucial para esta conversión fue la proporción de titulares de rentas vitalicias irremediables que aceptaron el canje tentados con la posibilidad de vender sus acciones a un precio mucho mayor. Cabe destacar que los tenedores de deuda redimible, efectivamente no tenían más remedio que suscribirse al canje de deuda. La Compañía de los Mares del Sur podría fijar el precio de conversión, pero no podía apartarse mucho del precio de mercado de sus acciones. La compañía finalmente adquirió el 85 % de los redimibles y 80 % de los irremediables.

## Sube el precio de las acciones
La compañía comenzó a correr los más extravagantes rumores sobre el potencial comercio con el Nuevo Mundo, que fue seguido por una ola de especulación. Desde que se propuso el esquema el precio de la acción aumentó de la siguiente manera: 128 £ en enero de 1720, 175 £ en febrero, 330 £ en marzo y, tras la aceptación del plan de conversión, las acciones se dispararon a 550 £ para finales de mayo.
Este crecimiento vertiginoso en el valor de las acciones de la empresa, se justificaba en un crédito de 70 millones de £ para la expansión comercial, que había sido puesto a disposición de la compañía, aparentemente, con un sustancial apoyo del Parlamento y el Rey.
Los políticos que habían sido beneficiados por la empresa con opciones sobre las acciones, ejercieron su derecho al precio actual de mercado. De esta manera, sin tener que comprar las acciones, los beneficiarios simplemente ejercieron su derecho de venta, recibiendo como "ganancia" el aumento del precio de mercado. Este método, no solo sirvió para ganarse a los jefes de Gobierno, sino que también unió los intereses de la compañía con los intereses de la sociedad en general: con el fin de asegurar sus propios beneficios, todos ayudaron a inflar el precio de las acciones. Que varios miembros de la élite británica fueran accionistas, dio a la Compañía un aura de legitimidad, que atrajo y mantuvo a otros compradores.

## Ley de la burbuja
La Compañía del Mar del Sur no era la única compañía que pretendía recaudar dinero de los inversores en 1720. Un gran número de otras sociedades anónimas se habían creado sobre la base de afirmaciones extravagantes (incluso fraudulentas) sobre la base de asociaciones con empresas extranjeras o de esquemas extraños. Algunos emprendimientos representaban potenciales e innovadores negocios, tales como las compañías de seguros. Otras empresas no tenían ninguna base legal y en algunos casos servían a fines completamente diferentes a los de su creación. Un ejemplo era la empresa "The York Buildings Company" creada originalmente para proveer de agua a Londres, pero que luego se dedicó a comprar bienes confiscados a los jacobitas en Escocia y luego se conformó en una compañía de seguros.
El 22 de febrero de 1720 John Hungerford planteó la cuestión de las empresas irregulares en la Cámara de los Comunes y consiguió que lo designaran a cargo de un comité para investigar la situación. Él identificó una serie de empresas que en conjunto pretendían recaudar un capital de 40 millones de £. La comisión investigó dichas empresas, estableciendo como principio básico de que no deberían estar operando fuera de los objetivos especificados de sus estatutos. Un potencial problema para la Mar del Sur surgió en torno a la Hollow Sword Blade Company. Esta dificultad se evitó llenando el comité con miembros del Parlamento que eran partidarios de la Mar del Sur, con lo que la propuesta para investigar a la Hollow Sword Blade Company fue rechazada con el 75 % de los votos. Stanhope, quien fue miembro de la comisión, recibió en compensación 50.000 £ en acciones de la Mar del Sur. Para aquel entonces Hungerford ya había sido expulsado de la Cámara de los Comunes por aceptar un soborno.
La "Ley de la Burbuja" (Bubble Act) que, sobre la base de las investigaciones de los comités, finalmente se aprobó en su mayoría en junio de 1720, determinó la constitución de la "Royal Exchange Assurance Corporation" y la "London Assurance Corporation". Según la nueva legislación, las nuevas empresas tenían que pagar 300.000 £ para poder operar y se estableció que todas las sociedades anónimas solo podían surgir por Ley del Parlamento o Carta Real. La prohibición de establecer empresas por acciones sin esta autorización no se derogó hasta 1825.
La aprobación de la Ley, sin embargo, añade un nuevo respaldo a la Compañía de los Mares del Sur, impulsando que el valor de sus acciones salte a los 890 £ para comienzos de junio. Este pico provocó que mucha gente comenzara a vender, tras lo cual los directores de la compañía ordenaron a sus agentes a comprar para contrarrestar la tendencia, logrando apuntalar el precio en alrededor de 750 £.

## Estalla la burbuja

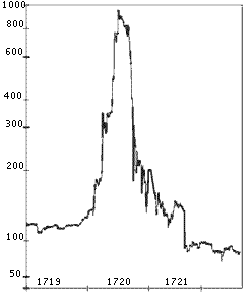
Evolución de las acciones de la Compañía.

En tan solo un año, el precio de las acciones de la Compañía subió de cien libras por acción a casi mil libras por acción. Este éxito provocó un frenesí inversor en todo el país, que abarcó tanto a los campesinos como a los señores de la alta sociedad. Si bien la principal receptora de capitales fue la Mar del Sur, en 1720 todas las empresas vivieron una euforia en sus cotizaciones, a tal punto que la gente metía su dinero en compañías que nadie sabe bien a que se dedicaban. Uno de los pilares de la burbuja fue la compra de acciones a crédito, propuesta por John Blunt a comienzos de año para apuntalar el precio de las acciones de la Mar del Sur: la compañía prestaba dinero a la gente para que compraran sus propias acciones.
El precio de la Compañía Mar del Sur finalmente llegó a 1.000 £ a principios de agosto y el nivel de ventas fue tal que el precio comenzó a caer. Paralelamente, la era de las "burbujas" también estaban terminando en Ámsterdam y París: el éxito de John Law en Francia terminó súbitamente cuando grandes inversores quisieron convertir en masa sus pagarés en especies, lo que obligó al banco nacional a suspender el pago de sus notas en papel. El gobierno francés se vio obligado a admitir que el número de billetes de papel emitidos por la Banque Royale no era igual a la cantidad de moneda metálica que contenía en sus reservas.
En consecuencia, Law fue destituido de sus cargos y tuvo que huir a Venecia disfrazado de mujer por su propia seguridad. El precio de las acciones de la Mar del Sur comenzó a caer estrepitosamente.
A finales de septiembre, la acción ya estaba nuevamente en 150 libras. Miles de personas se arruinaron, incluyendo muchos miembros de la aristocracia y rápidamente la ola expansiva llegó a los bancos y los orfebres que ya no podían cobrar los préstamos realizados a la población. Con los inversores indignados, el Parlamento comenzó una investigación en diciembre, que culminó en un informe presentado en 1721, revelando el fraude entre los directores de la empresa y la corrupción en el Gabinete. Entre los implicados estaban John Aislabie (el ministro de Hacienda), James Craggs "el viejo" (el director general de Correos), James Craggs "el Joven" (secretario de la Mar del Sur), e incluso a los jefes de ministros, Lord Stanhope y Sir Sunderland. Ambos Craggs murieron en desgracia, y el resto fueron sometidos a juicio político por corrupción. Aislabie terminó encarcelado.
El recién nombrado Secretario del Tesoro, Robert Walpole, se vio obligado a introducir una serie de medidas para restablecer la confianza del público. Bajo la dirección de Walpole, el Parlamento trató de hacer frente a la crisis financiera. Las propiedades de los directivos de la compañía fueron confiscadas y usadas para aliviar el sufrimiento de las víctimas, y las acciones de la Compañía del Mar del Sur fueron entregadas el Banco de Inglaterra y la Compañía de las Indias Orientales. La crisis dañó considerablemente la credibilidad del rey Jorge I y la de los banqueros en general.
Uno de los afectados más reconocidos por la crisis de la "Mar del Sur" fue el físico inglés Isaac Newton quien luego de la debacle afirmó: "Puedo calcular el movimiento de las estrellas, pero no la locura de los hombres". Según comentó la sobrina de Newton, Catalina Conduitt, "perdieron veinte mil libras" en esa crisis. Esa cifra es equivalente a alrededor de 2,4 millones de £ en términos de hoy en día, aunque no está claro si se trataba de una pérdida monetaria real o la ganancia máxima estimada cuando la cotización de las acciones alcanzó su precio más elevado.

## Desarrollo posterior

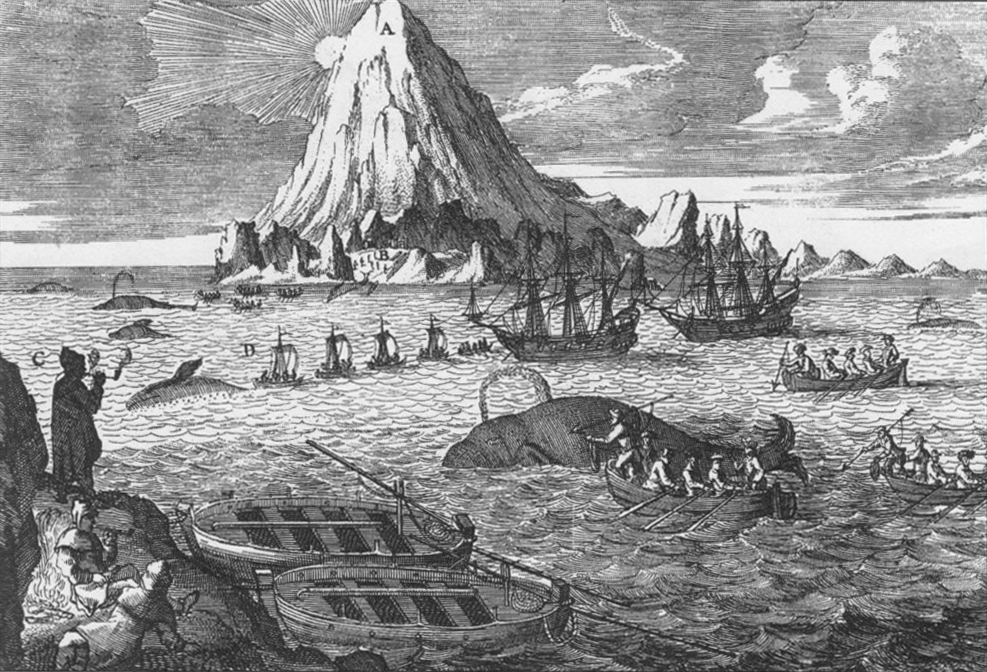
Grabado del que muestra la actividad de balleneros holandeses en las costas de Groenlandia.

A pesar del estallido de la burbuja especulativa, la Compañía del Mar del Sur continuó con relativo éxito el comercio de esclavos a Sudamérica, cumplimiento con su cuota anual, algo que no todas las empresas respetaban. De acuerdo a los registros recopilados por David Eltis y otros, en el transcurso de 96 viajes en veinticinco años, la Compañía del Mar del Sur compró 34.000 esclavos de los cuales 30.000 sobrevivieron a los viajes a través del Atlántico. Esta era una tasa de mortalidad relativamente baja para el tráfico de esclavos. El comercio de la empresa con la esclavitud humana alcanzó su punto máximo durante el año 1725, o sea cinco años después del estallido de la burbuja.
En 1722 Henry Elking publicó una propuesta, dirigida a la Compañía del Mar del Sur para reanudar el comercio con Groenlandia y enviar barcos a pescar ballenas en el Ártico, ya que en 1693, por Ley del Parlamento, se había creado la "Compañía de Groenlandia", con el objetivo de capturar ballenas en el Ártico. Los productos de la pesca de ballenas debían estar libres de impuestos de aduana y de otros derechos. Sin embargo la interrupción marítima provocada por las guerras con Francia, la Compañía de Groenlandia había fracasado financieramente al cabo de unos años.
El Parlamento británico confirmó que la pesca de ballenas en el Ártico seguiría beneficiándose de la ausencia de derechos de aduana y en 1724 la Compañía de los Mares del Sur decidió hacerse cargo de dicha actividad. Tenían 12 buques balleneros construidos en el río Támesis, los cuales fueron destinados a los mares de Groenlandia en 1725. Otros buques fueron construidos en los años posteriores, pero la empresa no tuvo éxito. En este momento casi no había en Gran Bretaña personal experimentado en la pesca de ballenas, por lo que la empresa tuvo que contratar a holandeses y daneses para ocupar los puestos clave a bordo de los buques, por ejemplo, todos los comandantes y arponeros eran extranjeros. Los costos operativos habían sido mal calculados y el negocio arrojó magros resultados a pesar de los esfuerzos realizados por la Compañía. En 1732 la empresa acumulaba una pérdida neta de 177.782 £, tras 8 años de realizar la caza de ballenas en el Ártico.
Los directores de la Mar del Sur apelaron al gobierno británico para un mayor apoyo. En 1732 el Parlamento aprobó una ley que amplió las concesiones sobre exención de impuestos por un período de 9 años más y en 1733 se aprobó una nueva ley que concedía un subsidio del gobierno británico a los balleneros del Ártico. A pesar de las extensas concesiones y la perspectiva de mayores subsidios reales, la Compañía del Mar del Sur confirmó que no podían esperar beneficios de la caza de ballenas en el Ártico, por lo que decidió no enviar más barcos balleneros después de la temporada de 1732.
La compañía continuó comerciando con las colonias españolas hasta el final de la guerra de los Siete Años (1756-1763). Sin embargo, su función principal fue siempre la gestión de la deuda pública, actividad que desempeñó hasta 1850.

## Fuente
- Traducción de la página South Sea Company, de la Wikipedia en inglés.